# Jan Snellenburg
Jan Snellenburg (Arnhem, 1939) is een Nederlands ondernemer, adviseur, investeerder en voetbalbestuurder. Hij is de ontwikkelaar van de recyclebare petfles en voormalig bestuurslid van profvoetbalclub Vitesse. Snellenburg is momenteel lid van de Raad van Advies bij Vitesse

## Petfles
In 1971 was Snellenburg directeur van de AKZO en stuitte op het idee om een petfles te realiseren. Na vijf jaar ontwikkelen, voldeed de fles aan de eisen van grote frisdrankproducenten. Hij startte een klein bedrijf op in Didam, Desmacon BV om de petfles te produceren. In 1990 start hij de onderneming Texplast BV, dat zich volledig toe legde op de recycling van petflessen.

## Voetbalbestuurder
Sinds 1983 is Snellenburg als bestuurslid en andere functies betrokken bij de Arnhemse voetbalvereniging Vitesse. Ook heeft hij in het verleden samen met enkele investeerders, Vrienden van Vitesse, de club vaak garant gestaan bij begrotingstekorten. Na het vertrek van Karel Aalbers rezen de schulden van de club tot grote hoogte, die zich in de seizoenen erop ook in de sportieve resultaten uitte. Mede door de hulp van de Vrienden van Vitesse werd de club gered van een faillissement en werd een licentie voor betaald voetbal ternauwernood behouden.
Door zijn rol op bestuurlijk niveau, droeg Snellenburg sterk bij aan de successen en reddingen van de club. Hij groeide uit tot een van de boegbeelden van de club. Hij werd daarom in 1999 benoemd tot Gouden Vitessenaar.